# آپ‌تاون، ویچیتا، کانزاس
آپ‌تاون (به انگلیسی: Uptown) یک منطقهٔ مسکونی در ایالات متحده آمریکا است که در کانزاس واقع شده است. آپ‌تاون ۱٬۴۷۸ نفر جمعیت دارد و ۳۹۹٫۲۹ متر بالاتر از سطح دریا واقع شده است.